# Erik og Erik
Erik og Erik var, ifølge Adam af Bremen, to kandidater til kongeriget Sverige omkring 1066–67, efter den tidligere kong Stenkils død. De bekrigede hinanden med katastrofale følger: "[I] denne krig siges alle Sveriges stormænd at have faldet. De to konge døde også. Da hele den kongelige slægt var udryddet ændrede kongeriget sig, og kristendommen blev i høj grad forstyrret. Biskopperne, som ærkebiskoppen af Bremen havde udpeget i landet blev hjemme af frygt for forfølgelse. Kun biskoppen af Skåne tog sig af Gøternes kirker, og den svenske jarl Gnif styrkede sit folk i den kristne tro."
Der vides ikke mere om de to Erikker, selvom senere historikere har spekuleret i, om den ene var Stenkils kristne søn og den anden var hedning; de bliver derfor nogle gange omtalt som Erik Stenkilsson og Erik Hedningen. Der er ikke grundlag for, at disse navne går tilbage fra deres egen tid, og det er således en senere opfindelse.
Efter Erik og Erik var døde, overtog, Halsten, sø af Stenkil, tronen.

## Yderligere læsning
- Harrison, Dick (2009). Sveriges historia 600-1350. Norsteds. s. 124. ISBN 9789113023779.

| Erik og ErikStenkilska husetFødt: Ukendt Død: Ca. 1067 |                                   |                        |
| Titler som regent                                      |                                   |                        |
| Foregående: Stenkil                                    | Konge af Sverige Ukendt - ca 1067 | Efterfølgende: Halsten |